# Rimska pogodba
Rimska Pogodba (tudi Rimski pogodbi), uradno Pogodba o ustanovitvi Evropske gospodarske skupnosti in Pogodba o ustanovitvi Evropske skupnosti za jedrsko energijo, sta bila mednarodna sporazuma, s katerima sta bili ustanovljeni Evropska gospodarska Skupnost (EGS) in Evropska skupnost za jedrsko energijo (EURATOM). 25. Marca 1957 so ju podpisale Belgija, Francija, Italija, Luksemburg, Nizozemska in Zahodna Nemčija, v veljavo pa sta vstopili 1. januarja 1958. Rimska pogodba o EGS ostaja ena od dveh najpomembnejših pogodb v sodobni Evropski Uniji (EU).
Pogodba je predlagala postopno znižanje carin in ustanovitev carinske unije. Predlagala je oblikovanje enotnega trga za blago, delo, storitve in kapital v državah članicah. Predlagala je tudi oblikovanje skupne kmetijske politike, skupne prometne politike in Evropskega socialnega sklada ter ustanovila Evropsko komisijo.
Pogodba je bila od leta 1957 večkrat spremenjena. Maastrichtska pogodba iz leta 1992 je iz uradnega naslova Rimske pogodbe črtala besedo "gospodarska", leta 2009 pa jo je Lizbonska pogodba preimenovala v "Pogodbo o delovanju Evropske unije".

## Časovnica
Od konca druge svetovne vojne so suverene evropske države sklepale pogodbe in s tem sodelovale in usklajevale politike (ali združile suverenost) na vedno več področjih, v tako imenovanem projektu evropske integracije ali gradnji Evrope (francosko : la gradnja européenne). Številne svoje sedanje odgovornosti je EU podedovala po Evropski skupnosti (ES) in članstvu, ki so bile ustanovljene v petdesetih letih dvajsetega stoletja v duhu Schumanove deklaracije.